# Lydia Bailey
Lydia Bailey is een Amerikaanse dramafilm uit 1952 onder regie van Jean Negulesco. Destijds werd de film in Nederland uitgebracht onder de titel Storm over Haïti.

## Verhaal
Albion Hamlin is een advocaat uit Boston, die in 1802 naar Haïti reist om er het landgoed van Lydia Bailey te laten registreren. Op het eiland vindt juist een revolutie plaats. De zwarte slaven zijn onder leiding van generaal Toussaint Louverture in opstand gekomen tegen de Franse overheersers. Hamlin en Bailey voelen zich aangetrokken tot elkaar en samen doen ze een poging om de Haïtianen te helpen tegen de Fransen. 

## Rolverdeling
| Acteur                   | Personage                   |
| ------------------------ | --------------------------- |
| Dale Robertson           | Albion Hamlin               |
| Anne Francis             | Lydia Bailey                |
| Charles Korvin           | Kolonel Gabriel d'Autremont |
| William Marshall         | King Dick                   |
| Luis Van Rooten          | Generaal Charles Leclerc    |
| Adeline De Walt Reynolds | Antoinette d'Autremont      |
| Angos Perez              | Paul d'Autremont            |
| Robert Evans             | Soldaat                     |
| Roy Glenn                | Mirabeau                    |
| Bill Walker              | Generaal La Plume           |
| Rosalind Hayes           | Aspodelle                   |